# Roald Hoffmann
Roald Hoffmann (Zolochiv, 18 de julho de 1937) é um químico polonês-estadunidense.

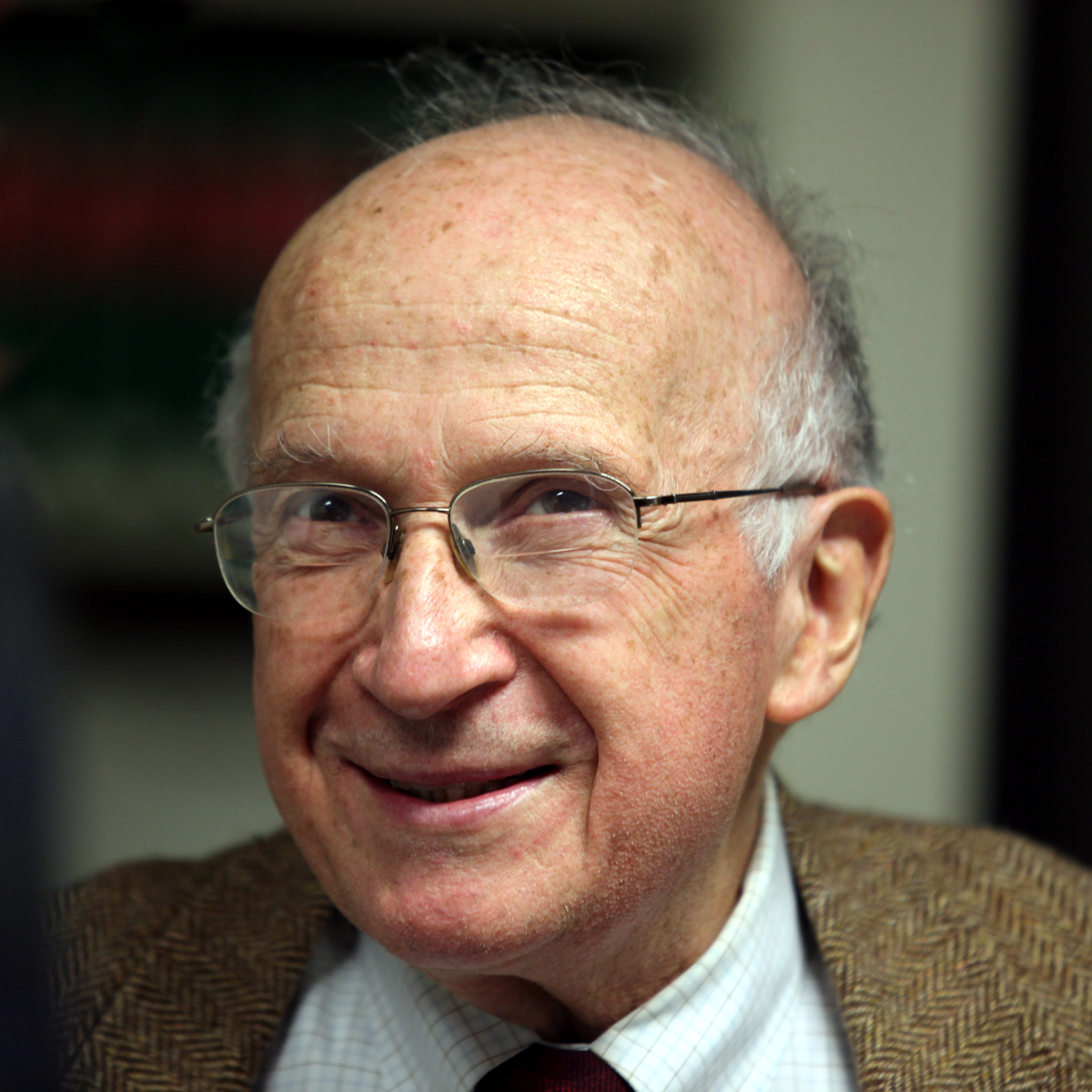
Roald Hoffmann em 2015

Foi laureado com o Nobel de Química de 1981. Também publica peças teatrais e poesia. É detentor (emérito) da cátedra Frank H. T. Rhodes de Humanidades Universidade Cornell, em Ithaca, Nova Iorque.

## Pesquisa científica
A pesquisa e os interesses de Hoffmann têm sido na estrutura eletrônica de moléculas estáveis e instáveis e no estudo de estados de transição em reações. Ele investigou a estrutura e a reatividade de moléculas orgânicas e inorgânicas e examinou problemas em química organo-metálica e de estado sólido. Hoffman desenvolveu ferramentas e métodos computacionais semi-empíricos e não empíricos , como o método de Hückel estendido que ele propôs em 1963 para determinar orbitais moleculares.
Com Robert Burns Woodward, ele desenvolveu as regras Woodward-Hoffmann para elucidar os mecanismos de reação e sua estereoquímica. Eles perceberam que as transformações químicas poderiam ser previstas aproximadamente a partir de simetrias e assimetrias sutis nos orbitais de elétrons de moléculas complexas. Suas regras prevêem resultados diferentes, como os tipos de produtos que serão formados quando dois compostos são ativados pelo calor em comparação com aqueles produzidos sob ativação pela luz. Por este trabalho, Hoffmann recebeu o Prêmio Nobel de Química de 1981, compartilhando-o com o químico japonês Kenichi Fukui, que resolveram questões semelhantes de forma independente. (Woodward não foi incluído no prêmio, que é concedido apenas a pessoas vivas, embora ele tenha ganhado o prêmio de 1965 por outro trabalho.) Em sua Palestra Nobel, Hoffmann introduziu a analogia isolobal para prever as propriedades de ligação de compostos organometálicos.
Alguns dos trabalhos mais recentes de Hoffman, com Neil Ashcroft e Vanessa Labet, examinam a ligação da matéria sob extrema alta pressão.

O que mais me alegra neste trabalho? Que, à medida que separamos o que se passa no hidrogênio sob pressões como as que encontramos no centro da terra, duas explicações sutilmente se confrontam ... [física e química] ... O hidrogênio sob pressão extrema está fazendo exatamente o que uma molécula inorgânica em 1 atmosfera faz!

## Interesses artísticos

### The World Of Chemistrycom Roald Hoffmann
Em 1988, Hoffmann tornou-se o apresentador de uma série educacional de 26 programas da PBS por Annenberg/CPB, The World of Chemistry, ao lado do demonstrador de série Don Showalter. Enquanto Hoffmann apresentou uma série de conceitos e ideias, Showalter forneceu uma série de demonstrações e outras representações visuais para ajudar alunos e espectadores a compreender melhor as informações.

### Ciência Divertida
Desde a primavera de 2001, Hoffmann tem sido o apresentador da série mensal Entertaining Science no Cornelia Street Cafe de Nova York, que explora a junção entre as artes e a ciência.

### Não ficção
Ele publicou livros sobre as conexões entre arte e ciência: Roald Hoffmann sobre a filosofia, arte e ciência da química e além do finito: o sublime na arte e na ciência.

### Poesia
Hoffmann também é escritor de poesia. Suas coleções incluem The Metamict State (1987, ISBN 0-8130-0869-7), Gaps and Verges (1990, ISBN 0-8130-0943-X), e Chemistry Imagined, co- produzido com a artista Vivian Torrence.  

### Roteiros
Foi coautor com Carl Djerassi da peça Oxygen, sobre a descoberta do oxigênio e a experiência de ser um cientista. A peça de Hoffman, "Deveria ter" (2006) sobre a ética na ciência e na arte, foi produzida em workshops, assim como uma peça baseada em suas experiências no holocausto, "Temos algo que pertence a você" (2009), posteriormente com o novo título "Something That Belongs to You.